# Uraeotyphlus menoni
Uraeotyphlus menoni é uma espécie de anfíbio gimnofiono da famíla Ichthyophiidae endémica do sul da Índia.
É uma espécie subterrânea presente em solos ricos em húmus e húmidos. Já foi avistada em floresta tropical e em terreno agrícola.